# Динамо (футбольний клуб, Москва)
«Дина́мо» — російський футбольний клуб з Москви. Один із двох клубів (другий — київське «Динамо»), який брав участь у всіх чемпіонатах СРСР. До 2016 року брав участь також у всіх чемпіонатах Росії у найвищому дивізіоні, але за підсумками сезону 2015/16 вперше його покинув.
Один із найстаріших футбольних клубів Росії та один із найуспішніших російських клубів за кількістю титулів за всю історію. Свій останній трофей завоював 1995 року - Кубок Росії.
У сезоні 1971/72 «Динамо» стало першим клубом із Радянського Союзу, якому вдалося вийти у фінал єврокубку.

## «Динамо»— перший чемпіон СРСР
1936 рік став поворотним для радянського футболу. Вперше було розіграно чемпіонат СРСР серед команд спортивних товариств і відомств. Московське «Динамо» стало першим чемпіоном СРСР, вигравши всі 6 матчів весняної першості 1936 року. 1937 року московські динамівці першими в СРСР зробили «золотий дубль», ставши одночасно і чемпіонами, і володарями Кубка СРСР.

## Склад команди
Станом на 6 липня 2024
| №  | Поз. | Нац.     | Гравець           |
| -- | ---- | -------- | ----------------- |
| 1  | ВР   | Росія    | Андрій Луньов     |
| 2  | ЗХ   | Ізраїль  | Елі Даса          |
| 3  | ЗХ   | Парагвай | Фабіан Бальбуена  |
| 4  | ЗХ   | Росія    | Сергій Паршивлюк  |
| 5  | ЗХ   | Сербія   | Мілан Майсторович |
| 6  | ЗХ   | Парагвай | Роберто Фернандес |
| 7  | ЗХ   | Росія    | Дмитро Скопінцев  |
| 8  | ПЗ   | Колумбія | Хорхе Карраскаль  |
| 11 | ПЗ   | Росія    | Даниїл Лісовий    |
| 13 | НП   | Камерун  | Мумі Нгамало      |
| 14 | НП   | Марокко  | Ель Мехді Маухуб  |
| 18 | ЗХ   | Уругвай  | Ніколас Маричаль  |
| 20 | ПЗ   | Росія    | В'ячеслав Грульов |

| №  | Поз. | Нац.     | Гравець               |
| -- | ---- | -------- | --------------------- |
| 24 | ПЗ   | Мексика  | Луїс Чавес            |
| 31 | ВР   | Росія    | Ігор Лещук            |
| 34 | ПЗ   | Грузія   | Лука Гагнідзе         |
| 47 | ВР   | Білорусь | Андрій Кудрявець      |
| 50 | ЗХ   | Росія    | Олександр Кутицький   |
| 70 | НП   | Росія    | Костянтин Тюкавін     |
| 74 | ПЗ   | Росія    | Данило Фомін          |
| 77 | ПЗ   | Росія    | Денис Макаров         |
| 80 | ЗХ   | Росія    | Станіслав Безсмертний |
| 89 | ПЗ   | Бразилія | Вітело                |
| 91 | НП   | Росія    | Ярослав Гладишев      |
| 93 | ЗХ   | Уругвай  | Дієго Лаксальт        |

## Досягнення
- Чемпіонат СРСР:
  - Чемпіон (11): 1936 (в), 1937, 1940, 1945, 1949, 1954, 1955, 1957, 1959, 1963, 1976 (в);
  - Срібний призер (11): 1936 (o), 1946, 1947, 1948, 1950, 1956, 1958, 1962, 1967, 1970, 1986;
  - Бронзовий призер (6): 1952, 1953, 1960, 1973, 1975, 1990

- Кубок СРСР:
  - Володар (6): 1937, 1953, 1967, 1970, 1977, 1984
  - Фіналіст (5): 1945, 1949, 1950, 1955, 1979

- Чемпіонат Росії:
  - Срібний призер (1): 1994;
  - Бронзовий призер (3): 1992, 1993, 1997, 2022

- Кубок Росії:
  - Володар (1): 1995;
  - Фіналіст (4): 1997, 1999, 2012, 2022

- Кубок володарів кубків:
  - Фіналіст (1): 1972.

## Рекорди клубу (в чемпіонаті СРСР)
- Гвардійці — Олександр Новіков — 327 матчів; Лев Яшин — 326; Валерій Маслов — 319;
- Бомбардири — Сергій Соловйов — 127 голів; Костянтин Бєсков — 92; Василь Карцев — 71; Валерій Газзаєв — 71
- Найбільша перемога — 10:0 (над «Крила Рад» (Москва) — 1945)
- Найбільша поразка — 0:7 (від «Динамо» (Мінськ) — 1982)

## Відомі гравці
- Лев Яшин — найкращий воротар в історії футболу за версією Міжнародної федерації футбольної історії і статистики (IFFHS), France Football (премія «Золотий м'яч»), голкіпер XX століття за версією ФІФА, володар «Золотого м'яча» для найкращого футболіста Європи 1963 року за версією журналу «Франс футбол»; Герой Соціалістичної Праці (1990); лауреат Ювілейної нагороди УЄФА як найвидатніший російський футболіст 50-річчя (1954—2003).

Детальніше див.: Футболісти «Динамо» (Москва)

## Усі тренери

Історичний логотип клубу.

- Костянтин Квашнін (1936)
- Віктор Дубінін (1937)
- Михайло Товаровський (1938)
- Віктор Дубінін (1939)
- Віктор Тетерін (1939)
- Лев Корчебоков (1939)
- Борис Аркадьєв (1940–1944)
- Лев Корчебоков (1944)
- Михайло Якушин (1944–1950)
- Віктор Дубінін (1950–1951)
- Михайло Семичастний (1952–1953)
- Михайло Якушин (1953–1960)
- Всеволод Блінков (1961)
- Олександр Пономарьов (1962–1965)
- В'ячеслав Соловйов (1965–1966)
- Костянтин Бєсков (1967–1972)
- Гаврило Качалін (1973–1974)
- Олександр Севідов (1975–1979)
- Віктор Царьов (1979)
- Євгеній Горянський (1980)
- В'ячеслав Соловйов (1980–1983)
- Вадим Іванов (1983)
- Олександр Севідов (1983–1985)
- Едуард Малофєєв (1985–1987)
- Анатолій Бишовець (1987–1990)
- Семен Альтман (1990–1991)
- / Валерій Газзаєв (1991–1993)
- Адамас Голодець (1993, в.о.)
- Костянтин Бєсков (1994–1995)
- Адамас Голодець (1995–1998)
- Георгій Ярцев (1998–1999)
- Олексій Петрушин (1999)
- Валерій Газзаєв (2000–2001)
- Олександр Новіков (2001–2002)
- Віктор Прокопенко (2002–2003)
- Ярослав Гржебік (2003–2004)
- Віктор Бондаренко (2004)
- Олег Романцев (2004–2005)
- Іво Вортманн (2005)
- Андрій Кобелєв (2005, в.о.)
- Юрій Сьомін (2006)
- Андрій Кобелєв (2006–2010)
- Міодраг Божович (2010–2011)
- Сергій Сілкін (2011, в.о.)
- Сергій Сілкін (2011–2012)
- Дмитро Хохлов (2012, в.о.)
- Дан Петреску (2012–2014)
- Станіслав Черчесов (2014–2015)
- Андрій Кобелєв (2015–2016)
- Сергій Чікішев (2016, в.о.)
- Юрій Калитвинцев (2016–2017)
- Дмитро Хохлов (2017–2019)
- Кирило Новиков (2019–2020)
- Олександр Кульчий (2020, в.о.)
- Сандро Шварц (2020–2022)
- Славиша Йоканович (2022–2023)